# الأديان في كوريا
| إحصائية نسبة معتنقى الأديان في كوريا (2005) | إحصائية نسبة معتنقى الأديان في كوريا (2005) | إحصائية نسبة معتنقى الأديان في كوريا (2005) | إحصائية نسبة معتنقى الأديان في كوريا (2005) | إحصائية نسبة معتنقى الأديان في كوريا (2005) |
| ------------------------------------------- | ------------------------------------------- | ------------------------------------------- | ------------------------------------------- | ------------------------------------------- |
| الدين                                       | الدين                                       |                                             | النسبة                                      | النسبة                                      |
| بلا ديانة                                   | بلا ديانة                                   |                                             | 52.4%                                       | 52.4%                                       |
| البوذية                                     | البوذية                                     |                                             | 16.7%                                       | 16.7%                                       |
| البروتستانتية                               | البروتستانتية                               |                                             | 12.3%                                       | 12.3%                                       |
| الكاثوليكية                                 | الكاثوليكية                                 |                                             | 7.3%                                        | 7.3%                                        |
| الشمانية الكورية                            | الشمانية الكورية                            |                                             | 5.3%                                        | 5.3%                                        |
| التشون دو كيو                               | التشون دو كيو                               |                                             | 4.4%                                        | 4.4%                                        |
| أخرى                                        | أخرى                                        |                                             | 1%                                          | 1%                                          |
| المسيحية في كوريا الشمالية                  | المسيحية في كوريا الشمالية                  |                                             | 0.6%                                        | 0.6%                                        |

عكس بعض الثقافات الأخرى التي تسود فيها ديانة واحدة مهيمنة، تشتمل كوريا على العديد من العناصر الدينية التي شكلت طريقة تفكير الشعب الكوري وسلوكه. تاريخيًا، عاش الكوريون تحت نفوذ الديانات الشمانية والبوذية والطاوية والكونفوشيوسية. أما في العصر الحديث، فقد تمكنت المسيحية من تثبيت أقدامها في البلاد. بينما لم تحقق كل من اليهودية والأسلام الأنتشار الواسع بين الكوريين مع فارق ظهور كل من الديانتين. وقد شكل الأنقسام بين شمال كوريا وجنوبها أثراً في المُمارسات الدينية، خاصة في مجتمع كوريا الشمالية.

## الأديان في كوريا الجنوبية
هناك فقط 53% من الكوريون الجنوبيون هم من يعتنقون الأديان. ونجد في المقام الأول أن الأديان المعتنقة في كوريا الجنوبية هي البوذية (بنسبة 22.8%)، والمسيحية بمذهبيها البروتستانتية (بنسبة 18.3%)، والكاثوليكية (بنسبة 10.9%). ولهذه الأديان الثلاث اثر ثقافي كبير. وقد دخل عدد من الديانات الجديدة إليها في منتصف القرن العشرين، من ضمنها الـ تشون دو كيو، والكنيسة الموحدة أو ما يعرف بحركة صن مون التوحيدية. وهناك أقلية من المسلمين والبهائين نتيجة هجرة الآسيويين.

## الأديان في كوريا الشمالية
الديانات الأساسية في كوريا الشمالية هي البوذية والكنفوشيوسية والشمانية الكورية. وعلى الرغم من ذلك فقد تلاشت البوذية والكنفوشيوسية في ظل الحكم الشيوعى. فمنذ وصول الأوربيين في القرن الثامن عشر، كان هناك عدد كبير من المسيحين في كوريا الشمالية، وكانت بيونغ يانغ مركز هام للمسيحية. ولكن عندما انقسمت كوريا هاجر أغلب مسيحيون الشمال إلى الجنوب. وظهرت ديانات جديدة في القرن التاسع عشر وكان أهم تلك الديانات التشون دو كيو التي اتخذت من الشمانية أساساً لها. 
وكوريا الشمالية دولة ملحدة اى ان معظم مواطنوها ليس لهم ديانة، وترى كوريا الشمالية أن الأديان تعيق القدرة على القيادة.

## نبذة عن الأديان ودخولها إلى كوريا

### الأديان غير السماوية

#### الشامانية

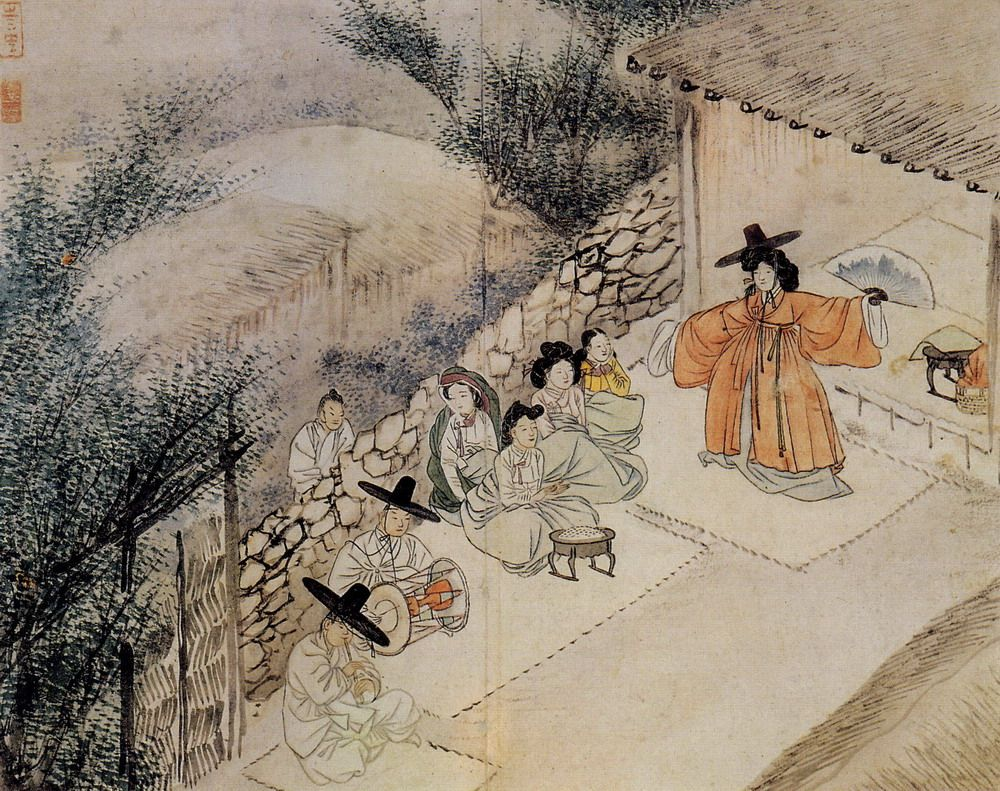
رسمها شن ين بوك في أواخر عصر «جوسون».

قد يكون موطن الديانة الشمانية بشكلها النقي هو سيبريا وآسيا الوسطى، كما أن للشمانية وجود في ديانة الشنتو في اليابان. كما توجد في الهند الصينية وهي تهتم بشكل رئيسي بمعالجة المرضى وتتعلق كذلك في كوريا بعالم الأرواح.

وقد ظهرت في كوريا في العصر الحجري، وهي أول ديانة ظهرت في كوريا. وهي ديانة بدائية ليس لها أي هيكل نظامي وتنتشر في حياة الناس اليومية من خلال العادات والتقاليد. وهي تعتمد على عالم الأرواح حيث أعتقد الكوريون أن كل شيء في الوجود له روح وعبدوا من خلالها آلاف الأشياء التي اعتقدوا أنها لها روح، مثل الأشجار والجبال والجداول، إلى جانب الأجرام السماوية. كما اعتقد إنسان العصر الحجري أن روح الإنسان لا تموت أبدا، وعليه كان يتم توجيه رأس جثة الميت نحو جهة الشروق. حيث اعتقد أن الأرواح الطيبة مثل الشمس تجلب الخير والحظ الطيب، بينما تجلب الأرواح الشريرة الحظ السيئ.
وكاهن الشمانية الذي يسمى في اللغة الكورية(مودانغ) هو في الغالب من النساء اللائي يشبهن الدجالين فهن ذي قدرات خاصة تتمكن من خلالها الاتصال بعالم الأرواح وعالم الأموات ومن خلالها يستطعن شفاء المرضى وجلب الحظ الجيد وإبعاد الحظ السيئ وكذلك التنبؤ بما هو آت وقراءة الكف وضمان الانتقال الخير من هذا العالم الحالي إلى العالم الآخر. وتتمكن تلك السيدات الأشبه بالساحرات من فعل ذلك من خلال رقصات وأغانٍ معينة يقمن بها لتحضير الأرواح وكذلك من خلال بعض التعويذات السحرية.

وهذه الديانة وهي ديانة خرافية إلا أنها وبالرغم من التطور العلمي البالغ في كوريا لم تختفِ تماماَ فلازال هناك هؤلاء الساحرات اللائي يذهب إليهن الكوريون لقراءة الطالع. كما أن الرقاصات والأغاني الشمانية مازالت تقام في المسارح كعروض فنية تدل على التراث الكوري القديم. وهي في الحقيقة بديعة مليئة بالألوان والحركات الساحرة. وكذلك يمكن أن نرى بعض العادات والتقاليد التي تتبع حتى الآن عند توديع أرواح الموتى في القرى وكذلك لدى الصيادين لجلب الرزق والحظ الوفير في موسم الصيد ومن أهم الطقوس ما يسمى ب «يانج جو سونورجيت» وهي أحد الطقوس الأكثر تطوراً في كوريا.
وقد كانت الشمانية في كوريا القديمة ديانة الخوف والخرافة، إلا أنها تعتبر عناصر فنية وثقافية بالنسبة للأجيال الحديثة. وتقدم طقوس الشمانية التي تتوفر فيها عوامل لإخراج الأرواح الشريرة العناصر المسرحية من موسيقى ورقص. ولم يؤدي ظهور الديانات الأخرى الأكثر تطوراً بما فيها البوذية والكونفوشوسية والطاوية إلى التخلي عن مُعتقدات الشمانية. فقد تم تذويب عقيدة الشمانية وتحقيق تعايش سلمي مع هذه الديانات.
و من ثم فإن الشمانية اعتبرت سبيل لتداوي أو طريقة لعلاج المشكلات التي قد يتعرض لها الإنسان في حياته وليست ديانة بالمعنى المعروف. حيث لا يوجد إله ولا يوجد قوانين أو آداب يجب إتباعها، وإنما هي طقوس تقام عند الحاجة إليها وفي مناسبات خاصة. ومع مرور الزمان بدأت البوذية والكنفوشيوسية في الدخول إلى كوريا ليس فقط كديانة عادية ولكن كدين رسمي وتم ربط الدين بالسياسة ولذلك تم محاربة الشمانية حتى تحل محلها البوذية ومن بعدها الكونفوشيوسية. وكذلك مع تطور الطب والعلم تضاءلت أهمية الشمانية كوسيلة للتداوى وسعت الحكومة إلى القضاء على تلك الديانة حتى بداية الستينيات حيث بدأت الحكومة الكورية في النظر إلى الشمانية كتراث لكوريا وجب الحفاظ عليه وأصبحت الرقاصات الكورية والطقوس التي كانت تقام للعبادة من أبدع العروض الفنية التي تعبر عن التراث الكوري.

#### البوذية

عجلة دارما

البوذية (نسبة إلى غوتاما بودا) هي ديانة غير ألوهية وهي من الديانات الرئيسية في العالم، تم تأسيسها عن طريق التعاليم التي تركها بوذا، وهو اسم يعنى «المتيقظ». نشأت البوذية في شمالي الهند وتدريجياً انتشرت في أنحاء أسيا، التيبت فسريلانكا، ثم إلى الصين، منغوليا، كوريا، فاليابان.
نشأت البوذية في شمال الهند على يد بوذا «المتيقظ» ثم انتشرت تدريجيا في أنحاء آسيا، التبت فسيبريا، ثم الصين فمنغوليا، كوريا، فاليابان. والديانة البوذية هي إحدى الديانات الفلسفية الفكرية ذات انضباط قوى حيث تؤكد أن خلاص الإنسان يأتي من خلال الميلاد الثاني في الحلقة اللانهائية من عملية تناسخ الأرواح.
وتتمركز البوذية حول فكرة أن الإنسان يموت ويولد من جديد وفي خلقه الجديد قد يكون إنساناً أو حيواناً أو غيره وذلك على أساس عمله في الدنيا إن كان خير أو شر. ويؤمن البوذيون أن لقائهم بغيرهم في الحياة حتى الشخص الذي قد يصطدم كتفك بكتفه دون قصد قد يمثل في حياتك السابقة أو القادمة شخص مهم أو قريب إليك ولكن الإنسان لا يتذكر ذلك ومن هنا يؤمن البوذيون بضرورة معاملة جميع الناس معاملة جيدة لأننا لا ندرى فقد يكون هؤلاء أعز وأقرب الناس إلينا في حياة سابقة أو قادمة.

وقد دخلت البوذية إلى كوريا في وقت كانت فيه شبه الجزيرة الكورية منقسمة إلى ثلاث ممالك وهي بيك جيه ، شيلا و كوغوريو. ودخلت البوذية كوجوريو على يد الراهب «سون دو» الذي أتى من الصين في عام 372م، ثم إلى بيك جيه على يد الراهب «مالاناندا» في عام 384م وهو من الصين أيضاً. أما مملكة شيلا فقد دخلتها البوذية على يد الراهب «آدو» من مملكة كوجوريو الكورية في منتصف القرن الخامس الميلادي.
وقد لاقت البوذية رعاية كبيرة من حكام الممالك الثلاث وذلك نظراً لأنها كانت من أنسب الأشكال الروحية لتدعيم الحكم، حيث ترى هذه الديانة أن بوذا هو المعبود الوحيد مثل الملك الذي يمثل السلطة الوحيدة. وتحت الرعاية الملكية في تلك العصور، شيدت العديد من المعابد وازداد عدد معتنقي هذه الديانة. وفي القرن السادس الميلادي، هاجر عدد كبير من المبشرين والرهبان البوذيين حاملين معهم المخطوطات والنقوش البوذية إلى اليابان لكي يضعوا حجر الأساس للثقافة البوذية هناك. وبعد قيام مملكة «شيلا» بتوحيد الممالك الثلاث في عام 668م، أصبحت البوذية ديانة رسمية للبلاد على الرغم من أن الحكم في ذلك الوقت كان قائماً على المبادئ الكونفوشيوسية. 
وكان حكام مملكة «كو ريو» التي خلفت مملكة «شيلا» أكثر حماساً وتأييداً للأديان. وخلال هذه الفترة، استمر الفن والمعمار البوذي في الازدهار بفضل التأييد الكبير الذي لاقته من الطبقة الارستقراطية. وقد تمت كتابة ألواح (تربتاكاكوريانا) وهي الألواح التي سجلت مبادئ وتعاليم البوذية في هذه الحقبة.
وقد حاول الجنرال «لي سونغ غيه» مؤسس مملكة «جو سون» التخلص من كل أشكال التأثير البوذي على الحكم وإحلال الكونفوشيوسية محل البوذية كمبادئ إرشادية لإدارة المملكة وسلوك المجتمع. وقد لاقت كل الجهود الرامية لإعادة إحياء البوذية معارضة شديدة من جانب رعاة الكونفوشيوسية وضوابط مملكة «جو سون» خلال فترة حكمها التي استمرت خمسة قرون.
وفي فترة الاحتلال الياباني لمملكة «جو سون» عام 1910م وبداية الحكم الاستعماري حاولت اليابان دمج الطوائف البوذية الكورية مع نظيرتها اليابانية، لكنها باءت بالفشل وأشعلت حماس الكوريين نحو الديانة البوذية القومية. ثم شهدت الديانة البوذية ازدهارً كبيراً حين استوعبت تغيرات المجتمع الحديث خلال العقود الأخيرة.

ونجد أن الأفكار البوذية لا يؤمن بها الكوريون الذين اعتنقوها فقط ولكن نجد أن من ليس له ديانة أو حتى معتنقي الديانات الأخرى يرددون تلك الأفكار ويؤمنون بها فهي أفكار ومبادئ رسخت في الشخصية الكورية منذ قديم الأذل ومازالت تسهم في تكوين الشخصية الكورية. 
ونظراً لما تمتعت به الديانة البوذية من الرعاية الملكية في العصور القديمة، فقد ازدهرت في تلك الحقبة الفنون البوذية وفن تشييد المعابد. ونظراً لما تحمله البوذية من أفكار التأمل والزهد فنجد المعابد البوذية بعيدة عن القرى والمدن موجودة فوق الجبال حيث ينعم الراهب بالهدوء والقدرة على التأمل. وقد خلفت العصور القديمة ورائها الكثير من المعابد من أشهرها معبد «بول جو كسا» وكذلك الكثير من الآثار التي يرجع تاريخها إلى مملكة شيلا خاصة بمنطقة «كي ون جو» والتي كانت هي العاصمة حينها.
ومن الاحتفالات البوذية في كوريا الاحتفال بعيد ميلاد بوذا في الثامن من الشهر الرابع وفقاً للسنة القمرية. ويقوم أتباع بوذا بإقامة طقوس خاصة في المعابد وإعداد مواكب كبيرة وتزين الشوارع بالفوانيس الملونة والعروض الفنية المبهرة.

#### الكونفوشيوسية

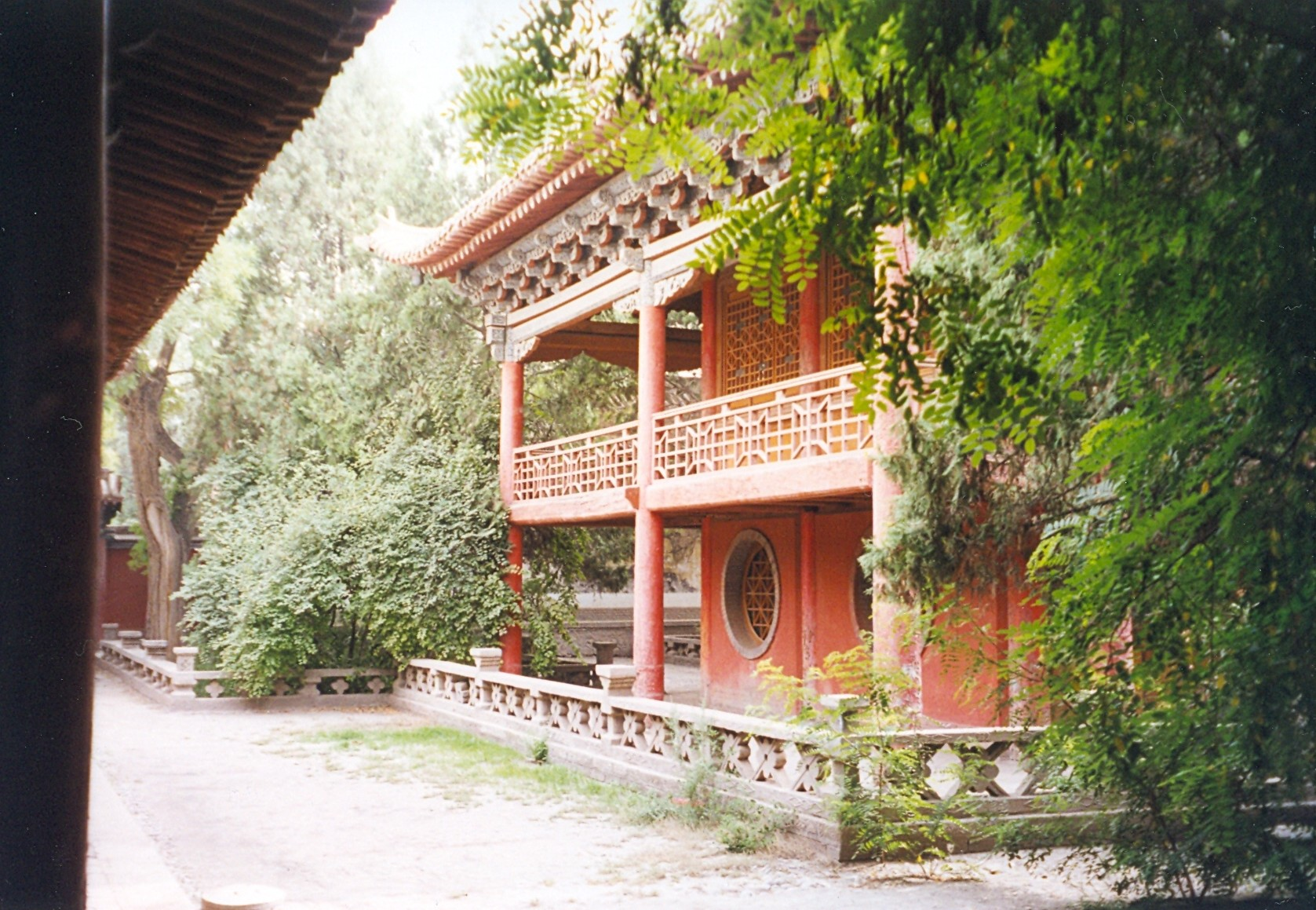
معبد كونفوشي في الصين

الكنفوشيوسية عبارة عن مجموعة من المعتقدات والمبادئ في الفلسفة الصينية، طورت عن طريق تعاليم كونفوشيوس وأتباعه وقد أوجدها «كونفوشيوس» في القرن السادس قبل الميلاد. وهي في الأساس نظاماً أخلاقياً من الحب الكبير والأخلاق الحميدة والسلوك والقيادة الرشيدة، صممت من أجل المحافظة على إدارة العائلة والمجتمع بشكل جيد. أثرت الكونفشيوسية في منهج حياة الصينيين، حددت لهم أنماط الحياة وسُلم القِيم الاجتماعية، كما وفرت المبادئ الأساسية التي قامت عليها النظريات والمؤسسات السياسية في الصين. انطلاقا من الصين، انتشرت هذه المدرسة إلى كوريا، ثم إلى اليابان وفيتنام، وأصبحت ركيزة ثابتة في ثقافة شعوب شرق آسيا. والديانة الكنفوشيوسية هي ديانة بلا إله، إلا إنه مع مرور الزمن، قام أتباع الكنفوشيوسية بتقديس مبادئها الرئيسية. وعندما تم ادخالها إلى المجتمعات الغربية، جلبت الكونفشيوسية انتباه العديد من الفلاسفة الغربيين.
وقد وصلت الكنفوشيوسية كوريا مع بداية ظهور بعض الكتابات الصينية في بداية العصر المسيحي. فقد تركت الممالك الثلاث، «كو غو ريو» و «بايك جيه» و«شيلا» مخطوطات تدل على البداية المبكرة للكنفوشيوسية وتأثيرها. ففى عصر مملكة «كو غو ريو» أسست جامعة حكومية تدعى (داي هاك) كما أسست الأكاديميات الخاصة للكنفوشيوسية. وأيضاً قامت مملكة «بايك جيه» بإنشاء معاهد مماثلة قبل تلك الفترة.
وقد أرسلت مملكة «شيلا» الموحدة بعثات تعليمية إلى مملكة «تانغ» الصينية للاطلاع على أعمال تلك المعاهد الكنفوشيوسية ليعود أعضائها مرة أخرى إلى المملكة بكتاباتهم وأفكارهم عن هذه المبادئ. أما مملكة «كو ريو» فقد كانت البوذية في القرن العاشر الديانة الرسمية للدولة في حين شكلت الكنفوشيوسية الإطار الفلسفى والعمود الفقري لهذه الدولة. وقد كان نظام اختبارات القبول للمناصب المدنية، وهو النظام الصيني الذي تم تبنيه في القرن العاشر، يشجع الدراسات الكونفوشيوسية الكلاسيكية وأدخل القيم الكونفوشيوسية في العقول الكورية.
وبالنسبة لمملكة «جو سون» التي قامت عام 1392، فقد رحبت بالكونفوشيوسية واعتبرتها ايديولوجية الدولة الرسمية، وطورت أنظمة التعليم والإدارة والمراسم الكونفوشيوسية. وظلت الكونفوشيوسية المحارب الرئيسي والقوى الدافعة للكوريين ضد الاحتلال الأوروبي والياباني الذي تعرضت له كوريا خلال القرن التاسع عشر. وهناك العديد من الجهود التي تهدف إلى القيام بإصلاحات في الكونفوشيوسية حتى تتوافق مع التغيرات الحديثة.
وتتضمن هذه الإصلاحات قبول الحضارة الغربية الجديدة من أجل إنشاء حكومة مستقلة حديثة. وخلال فترة الحكم الاستعماري الياباني لكوريا، انضم دعاة هذه الإصلاحات في حركات النضال من أجل الاستقلال ومحاربة الحكم الاستعماري الإمبريالي الياباني. ولا تزال ديانة الكونفوشيوسية قوية حتى الآن في المجتمع الكوري.

#### التشون دو كيو
بدأ تاريخ ديانة «تشون دو كيو» في الستينات من القرن الثامن عشر كحركة اجتماعية وتقنية ضد الفساد والتجاوزات الأجنبية في البلاد. في ذلك الوقت سميت التعاليم الشرقية بـ (دونغ هاك) كنقيض لـ (التعليم الغربي).
أما مبدأ ديانة «تشون دو كيو» الرئيسي هو (إن نا تشون) الذي يعني أن كل إنسان متطابق مع (ها نول نيم) أي مع الإله في هذه الديانة إلا أن الإنسان ليس مثل الإله ويعني أن كل إنسان يحمل (ها نول نيم) هذه الديانة داخل عقله ويلعب الإله دوراً كمصدر كرامة الإنسان ويحوله التدريب الروحي ليصبح إنسانا مقدساً.

### الأديان السماوية

#### الكاثوليكية

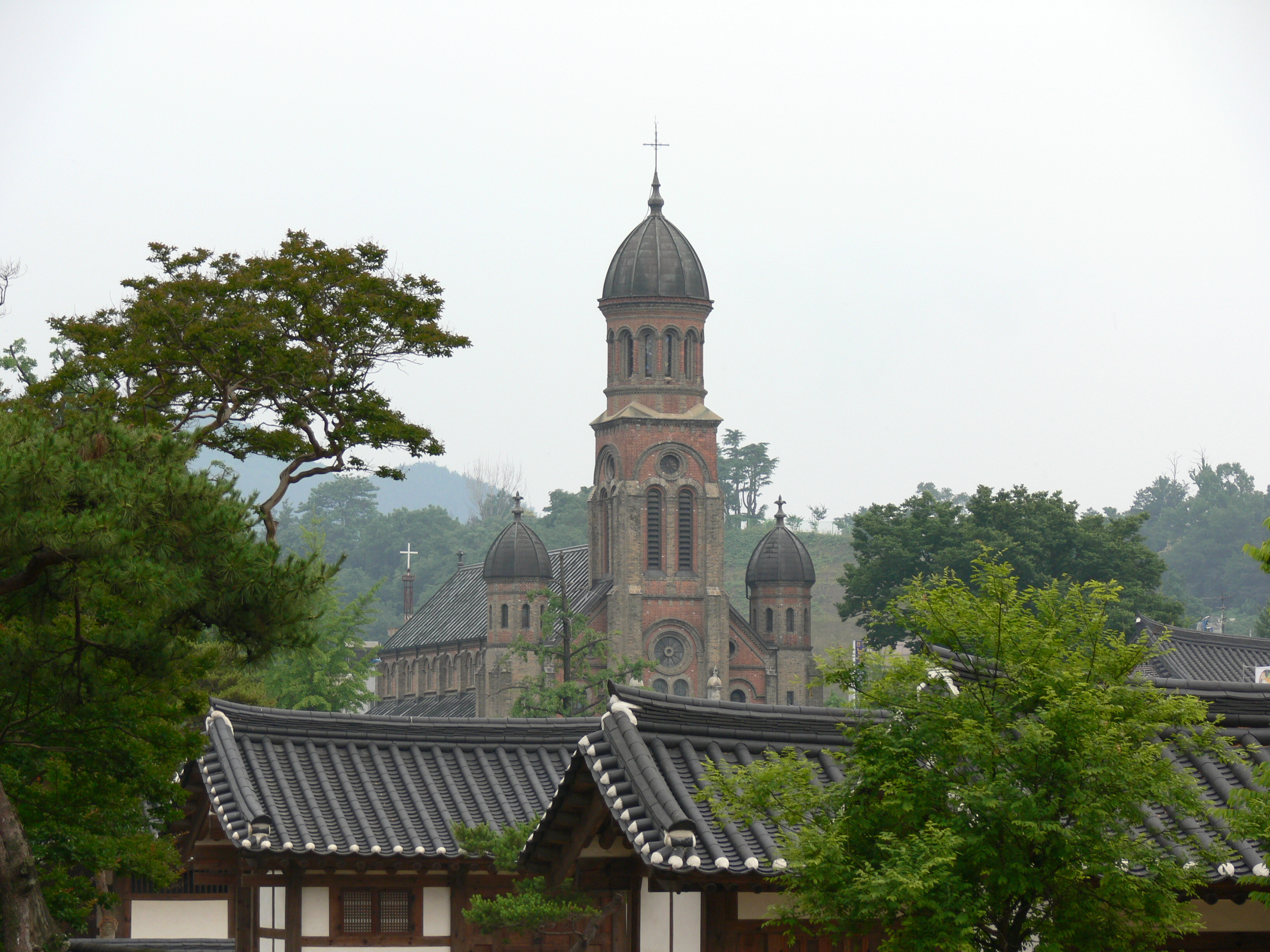
كنيسة كاثوليكية في كوريا الجنوبية.

دخلت المسيحية في صورة المذهب الكاثوليكي إلى كوريا في القرن السابع عشر الميلادي عندما انتشرت نسخ الأعمال الدينية التي كتبها القس الكاثوليكي «ماتيو ريتشى» من عاصمة الصين بكين إلى كوريا حيث كانت مكتوبة باللغة الصينية وذلك خلال الرحلة السنوية الرسمية الكورية لإمبراطور الصين. وكانت هذه الكتب تحتوى العقائد الدينية وأخر ما وصلت إليه العلوم في الغرب مثل الساعة الشمسية وغيرها من الأمور التي جذبت انتباه علماء مملكة «جو سون» خاصة علماء مذهب التعليم العلمي (سيل هاك).
وبحلول القرن الثامن عشر الميلادي، اعتنق العديد من هؤلاء العلماء وأسرهم الكاثوليكية. إلا أنه لم يستطيع أحد من القساوسة دخول كوريا حتى عام 1785. وذلك عندما قام الأب (بيتر جرامونت) بعبور الحدود وبدأ في نشر الكاثوليكية بين الكوريين. وأخذ عدد الكاثوليكيين في الازدياد على رغم من أن التبشير بديانة أجنبية في أراضى كوريا كان أمراً ممنوعاً من الناحية القانونية. فضلاً عن العقاب القاسي تجاه ذلك. وفي عام 1863 كان في كوريا حوالي 23 ألف كاثوليكي يرأسهم 12 قساً.

ومع تولى السيد (داى وان كون) أب ولي العهد العرش في عام 1863، اشتد اضطهاده للكاثوليكيين واستمر هذا الوضع حتى عام 1876، عندما أجبرت كوريا على توقيع عدد من الاتفاقيات مع الدول الغربية. وفي عام 1925، تم تكريم 79 شهيداً كورياً استشهدوا أثناء اضطهاد مملكة «جو سون»، وذلك في كنيسة القديس (بطرس) بروما العاصمة الإيطالية، كما كرم 24 كورياً بنفس الطريقة في عام 1968.
وفي أثناء، وبعد الحرب الكورية 1950- 1953، زاد عدد المبشرين الكاثوليك والمؤسسات الكاثوليكية. ونتيجة لذلك، ازدهرت الكنيسة الكاثوليكية الكورية وتطورت إلى حد كبير، كما وضع لها أول سلم وظيفي للكهنوت عام 1962. وقد احتفلت الكنيسة الرومانية الكاثوليكية بعيدها المئوي الثاني بزيارة البابا (يوهان بول الثاني) لعاصمة كوريا سيؤل، وكرم 94 شهيد كوري و10 شهداء فرنسيين من المبشرين، وذلك عام 1984. وكان ذلك أول احتفال تقديس يقام خارج الفاتيكان. وبذلك أصبحت كوريا الدولة الرابعة في العالم من حيث عدد القديسين الكاثوليكيين الموجودين بها.
ونجد في كوريا كتدرائية «ميونغ دونغ»، والجامعة الكاثوليكية التي تأسست عام 1855 وانتقلت من موقعها القديم إلى العاصمة سيؤل عام 1887.

#### البروتستانتية
في عام 1884، وصل المبشر التابع للفرقة المسيحية البروتستانتية والطبيب الأمريكى «هوراس آلان» إلى كوريا. وأعقبه من الولايات المتحدة المبشر التابع لنفس الفرقة «هوراس أدرو ود» والمبشر للفرقة المسيحية البروتستانتية التابعة لمذهب (جون وزلى) «هينرى أبنزكير» في السنة التالية.وتبعهم وصول العديد من المبشرين البروتستانتين التابعين لمختلف الفرق في كوريا.
ساهم هؤلاء المبشرون في تقدم المجتمع الكورى خاصة في مجالات الخدمة الطبية والتعليم وذلك من أجل نشر عقيدتهم في كوريا. وشارك في حركات الاستقلال قادة بروتستانت كوريين منهم د. «سيو جاى بيل» و«تشى هو» و«لى سانغ جاى» وغيرهم.
ولعبت المدارس البروتستانتية الخاصة مثل مدرسة «يون هي» ومدرسة «إي هوا» دوراً مهماً لتقوية الوعي الوطني بين الجمهور. وأنشئت جمعية سيؤل للشباب المسيحين في 1903 وتبعتها منظمات مسيحية أخرى. وقدمت هذه المنظمات برامجها الاجتماعية السياسية النشطة مما شجع إنشاء جماعات مسيحية جديدة وانضمام عدد كبير من الشباب الكوريين إليها. لم تلعب هذه الجماعات دوراً مهماً في الأنشطة السياسية والتعليمية فقط، بل ساهمت في رفع الوعي الاجتماعي المضاد للتطير والخرافة والعادات السيئة أيضاً. وفي الوقت نفسه، ساهمت في حصول المرأة على حق المساواة وإزالة نظام الخلية وتبسيط الطقوس التقليدية.
ونمت البروتستانتية نمواً مستمراً من حيث أنها شهدت افتتاح أكبر مؤتمر لدراسة الإنجيل في كوريا عام 1905. وبعد أربع سنوات ظهرت حملة تسمى (مليون روح للمسيح) والتي بدأت في كوريا من أجل نشر الوعي البروتستانتي الجديد. لم يتم استقبال البروتستانتية في كوريا كعقيدة دينية فحسب، بل كمظهر سياسي واجتماعي وتعليمي وثقافي أيضاً.

### الإسلام

#### عصر مملكة شيلا الموحدة

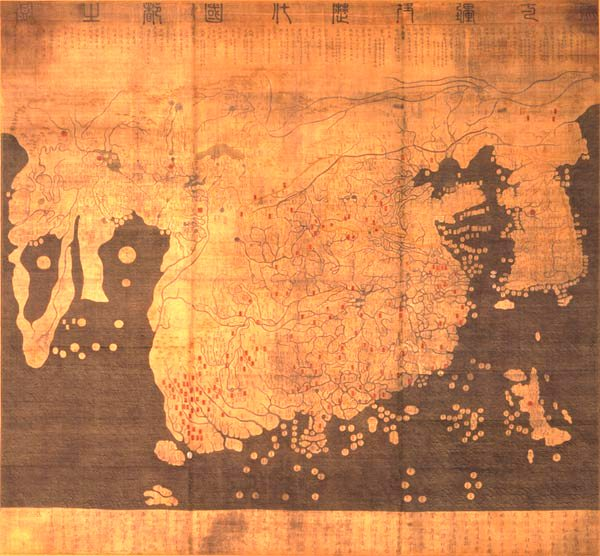
خريطة كانج ني دو

إن تاريخ ظهور الإسلام في كوريا هو القرن التاسع الميلادى أثناء حكم مملكة شيلا الموحدة وذلك بوصول التجار والملاحين العرب والفرس. ووفقا لكتاب المسالك والممالك للجغرافى الفارسي المسلم ابن خرداذبة فإن الكثير من التجار والملاحيين العرب والفرس المسلمين استقروا في كوريا وأقاموا قرى مسلمة. وكذلك تزوج بعضهم من النساء الكورية، وأخذ بعضهم بالتأقلم على العادات البوذية والشامانية نظراَ لبعد كوريا عن العالم الإسلامي.
وعام 1154، احتوى أطلس العالم في كتاب نزهة المشتاق في اختراق الآفاق للجغرافى العربى المسلم محمد الإدريسي، وعثر فيه على خريطة نادرة وقديمة لكوريا.

#### عصر مملكة كوريو
وفي عصر مملكة كوريو، وصل مجموعة من مئات المسلمين عام 1024 إلى شبه الجزيرة الكورية وتبعتهم مجموعة أخرى من التجار المسلمين في العام التالى. وازدهرت العلاقات التجارية بين العالم الإسلامي وشبه الجزيرة الكورية في القرن الخامس عشر أثناء مملكة كوريو، ونتيجة لذلك أقام بعض التجار المسلمين في كوريا وأسسوا عائلات. ومن هذه العائلات عائلة تشانج والتي يعود أصلها للعائلات المسلمة. وكذلك استقرت مجموعات من قومية هوي الصينية المسلمة في مملكة كوريو.
وكذلك جاء بعض المسلمين أثناء الغزو المغولي. وفي أواخر عصر مملكة كوريو تأسس مسجد في عاصمة كوريا آن ذاك كايسونغ.
تعرفت كوريا على التقويم الإسلامي أو ما يعرف بالتقويم االهجري في عصر مملكة جوسون. ولكن 
كان الكوريون الذين أعتنقوا الدين الإسلامي لأول مرة من انتقلوا إلى شمال شرق الصين تجنباً للسياسة الاستعمارية اليابانية في أواءل القرن العشرين. وعاد أقليتهم إلى كوريا بعد انتهاء الحرب العالمية الثانية لكنهم لم يجدوا مكاناً للعبادة إلى أن جاءت القوات التركية التابعة لقوات الأمم المتحدة إلى كوريا خلال الحرب الكورية (1950-1953) وسمحت لهم بمشاركتهم في إقامة الشعائر الدينية.
وأقيمت الشعائر الدينية الإسلامية لأول مرة في كوريا شهر سبتمبر عام 1995. وأعقبها انتخاب أول إمام كوري وشهد المجتمع الإسلامي الكوري نموا مستمراً. وتم تأسيس اتحاد المسلمين الكوريين في عام 1967 وتشييد مسجد مركزي في عاصمة كوريا الجنوبية سيؤل عام 1976.